# Manuel María Cervera

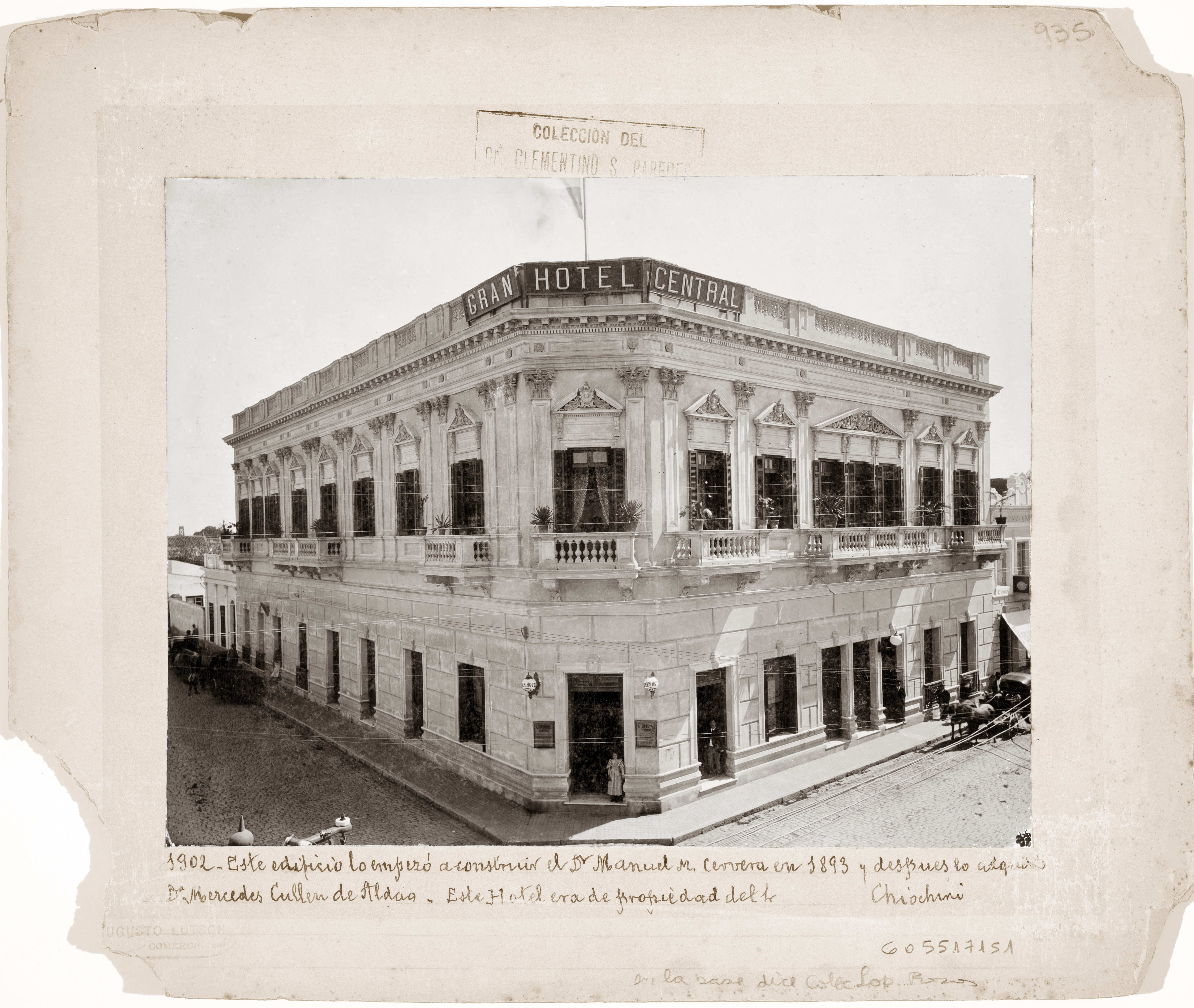
Gran Hotel Central, constuido a partir de 1892 por Manuel M. Cervera, Santa Fe, 1902.

Manuel María Cervera (Dolores (Buenos Aires), 19 de enero de 1863 - Santa Fe, 1956) fue un abogado e historiador argentino, una de las máximas autoridades en el estudio del período colonial de la provincia de Santa Fe.

## Trayectoria
Hijo del argentino Manuel Cervera y de la española Venancia Aguirre, se recibió de abogado en la Universidad de Buenos Aires en el año 1887. Fue Defensor de Menores en la provincia de Santa Fe, en 1904 fue nombrado juez de primera instancia de la ciudad de Santa Fe, dos años más tarde fue fiscal del Superior Tribunal de Justicia de esa provincia, y ministro del mismo Superior Tribunal entre 1918 y 1926.
Desde su juventud se dedicó a la historiografía: en 1906 publicó Colonización argentina: fundación de Esperanza, y en 1907 la primera versión de la que sería su obra más importante, Historia de la ciudad y provincia de Santa Fe, que fue reeditada varias veces desde entonces, con nuevos aportes. Durante su carrera judicial publicó varias colaboraciones en revistas generalistas y especializadas, y en 1911 publicó Juan de Garay y su retrato. En 1924 publicó las actas del Cabildo de Santa Fe para el período 1575-1595. Era considerado miembro de la Nueva Escuela Histórica, y en 1925 se incorporó a la Academia Nacional de la Historia como miembro correspondiente.
Tras jubilarse como magistrado se dedicó a fundar distintas instituciones históricas, y en 1936 fue uno de los fundadores de la Junta de Estudios Históricos de Santa Fe, de la cual fue su primer presidente, hasta 1947. En 1939 publicó Poblaciones y curatos, y ya antes había publicado Ubicación de la ciudad de Santa Fe fundada por Garay. Fue uno de los fundadores del Museo Histórico de Santa Fe, en 1940. Con base en los estudios de Cervera, Agustín Zapata Gollán de buscó y excavó la primera ubicación de la ciudad de Santa Fe (1573-1650) en Cayastá.
Falleció en 1956. Estaba casado con María Ángela Nieva.